# Герб Красносілки
Герб Красносілки — офіційний символ села Красносілка.